# Heinkel HD 35

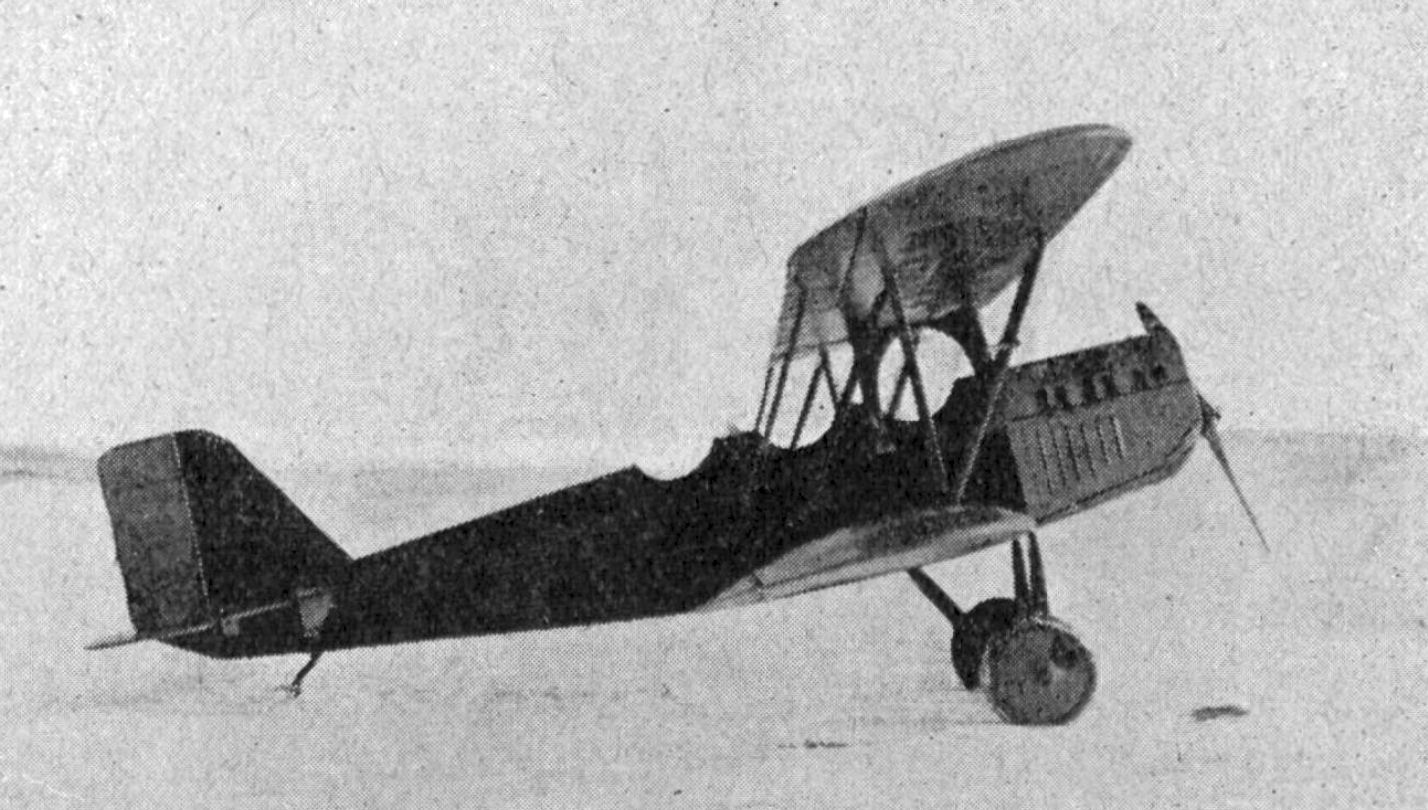
Heinkel HD 35, 1926

Die Heinkel HD 35 war ein deutsches Anfängerschulflugzeug der Ernst Heinkel Flugzeugwerke. Das Kürzel HD steht für „Heinkel Doppeldecker“.

## Entwicklung
Der Prototyp der HD 35 mit der Werknummer 235 entstand 1925 in den Warnemünder Heinkel-Werken als Nachfolger des Schulflugzeugs HD 29. Das für die Durchsetzung der im Pariser Abkommen von 1922 festgelegten Richtwerte für die in Deutschland gebauten Luftfahrzeuge zuständige Alliierte Luftfahrt-Garantie-Komitee überprüfte anschließend den Entwurf und bestätigte am 29. September die zivile Ausrichtung der Konstruktion. Am 16. Dezember 1925 wurde das Modell zusammen mit anderen Heinkel-Konstruktionen auf dem Flughafen Berlin-Tempelhof im Beisein von Presse- sowie in- und ausländischen Vertretern am Boden und trotz schlechter Witterungsbedingungen auch in der Luft öffentlich präsentiert, wobei ebenfalls anwesende Piloten von der Möglichkeit Gebrauch machten, die vorgestellten Modelle und damit die HD 35 testweise selbst zu fliegen. Das schwedische Militär zeigte sich interessiert und erwarb das Flugzeug im April 1926. Einen Monat später traf es in Schweden ein und wurde als Sk 5 (Sk für Skolflygplan, Schulflugzeug) mit der Rumpfnummer 66 eingesetzt. Die weitere Erprobung auf dem Militärflugplatz Malmen ergab, dass das Flugzeug für den vorgesehenen Zweck untermotorisiert und zu schwer war. Es wurde anschließend an die Fliegerschule F5 in Ljungbyhed abgegeben, wo es ab Juli 1927 mit der Nummer 020 flog. Der dortige Leiter der Schule, Arvid Flory, nutzte die HD 35 als sein „persönliches“ Flugzeug für Kurier- und Transportaufgaben und auch zum privaten Vergnügen, bevor sie am 14. Juni 1929 aus dem Bestand der schwedischen Luftstreitkräfte gestrichen und abgestellt wurde. Ab 1930 befand sie sich in den Händen verschiedener privater Halter, zuletzt mit dem zivilen Kennzeichen SE–SAM, das am 5. Mai 1931 vergeben wurde. Im Dezember 1933 erfolgte ein weiterer Halterwechsel und der Umzug von Ljungbyhed nach Djursholm, wo im Oktober 1936 die Zulassung erlosch. Eine neue Eintragung erfolgte am 27. Februar 1938 im Besitz von H. Gustafsson in Ljungby. Die fliegerische Laufbahn der Sk 5 endete infolge des Zweiten Weltkrieges am 15. Oktober 1940 mit der endgültigen Löschung aus dem Luftfahrtregister und der Einlagerung in Skånes-Fagerhult. Der weitere Verbleib des Musters blieb für knapp zwei Jahrzehnte im Dunkeln, bis es 1964 von Lennart Svedfelt in einer Scheune entdeckt und in den Bestand seines in Ugglarp/Slöinge bei Falkenberg gelegenen privaten Svedinos Bil- och Flygmseums aufgenommen wurde. Im Jahr 1990 ging es in den Besitz des schwedischen Luftwaffenmuseums über, wurde einer umfangreichen Restaurierung unterzogen und kann seitdem besichtigt werden. Die HD 35 ist das einzige Heinkel-Flugzeug, das in Schweden erhalten geblieben ist.
Von der HD 35 entstand nur noch ein weiteres Exemplar mit der Werknummer 236, das im Dezember 1928 das Kennzeichen D–1319 erhielt und sich im Besitz der Akaflieg Hannover befand.

## Aufbau
Die HD 35 ist ein einstieliger, verspannter Doppeldecker in Holzbauweise.
Rumpf: Der Rumpf besteht aus vier mit Sperrholz verkleideten hölzernen Längsholmen, die einen viereckigen Querschnitt mit einer Wölbung auf der Oberseite bilden und in eine senkrechte Heckschneide auslaufen. Die Motoraufhängung besteht aus Stahlrohren, die durch nur vier Bolzen mit an den Holmenden angebrachten Beschlägen am Rumpf befestigt ist und dadurch leicht abgenommen werden kann. Das Flugzeug ist mit insgesamt drei Kabinen ausgestattet, doch kann der hinter dem Brandschott befindliche vordere Besatzungsraum abgedeckt und als Gepäckraum genutzt werden, wie es bei dem im schwedischen Luftwaffenmuseum ausgestellten Exemplar der Fall ist (siehe Foto in der Infobox). Der Fluglehrer hatte seinen Platz üblicherweise in der hintersten Kabine, von wo aus er in der Lage war, während des Fluges bei Bedarf das Steuer des vor ihm in der mittleren Kabine sitzenden Flugschülers außer Kraft zu setzen, welches für den Einmannbetrieb auch leicht ausgebaut werden kann. Hinter der Führerkammer befindet sich ein abgeteilter kleiner Gepäckraum.
Tragwerk: Die Tragflächen bestehen aus einem mit zwei Kastenholmen und Innenverspannung versehenen Holzrahmen. Sie bilden eine leichte V-Stellung, die beim Oberflügel 2° und beim Unterflügel 3° beträgt. Die Unterseite ist zwischen den einzelnen Holmen mit Sperrholz beplankt, der restliche Teil besitzt eine Stoffbespannung. Die Flügelnase ist ebenfalls aus Sperrholz gebildet. Die Flügel sind untereinander mit N-Stielen verbunden und verspannt, wobei der Oberflügel stark nach vorn gestaffelt ist. Der Baldachin wird von zwei umgekehrten V-Streben gebildet. Beide Flächen sind mit durch I-Stangen verbundenen Querrudern ausgerüstet. In der oberen Tragfläche sind zwei leicht ausbaubare Kraftstoffbehälter untergebracht.
Leitwerk: Das Leitwerk ist in Normalbauweise ausgeführt, wobei die Seitenflosse aus einem Holz- und die Höhenflosse aus einem Stahlrohrrahmen gebildet wird. Beide sind mit Stoff bespannt. Das Höhenruder ist ausgeglichen und während des Fluges verstellbar.
Fahrwerk: Die HD 35 besitzt ein starres Hauptfahrwerk mit durchgehender Achse und Gummiseilfederung. Am Heck befindet sich ein Schleifsporn.

## Technische Daten

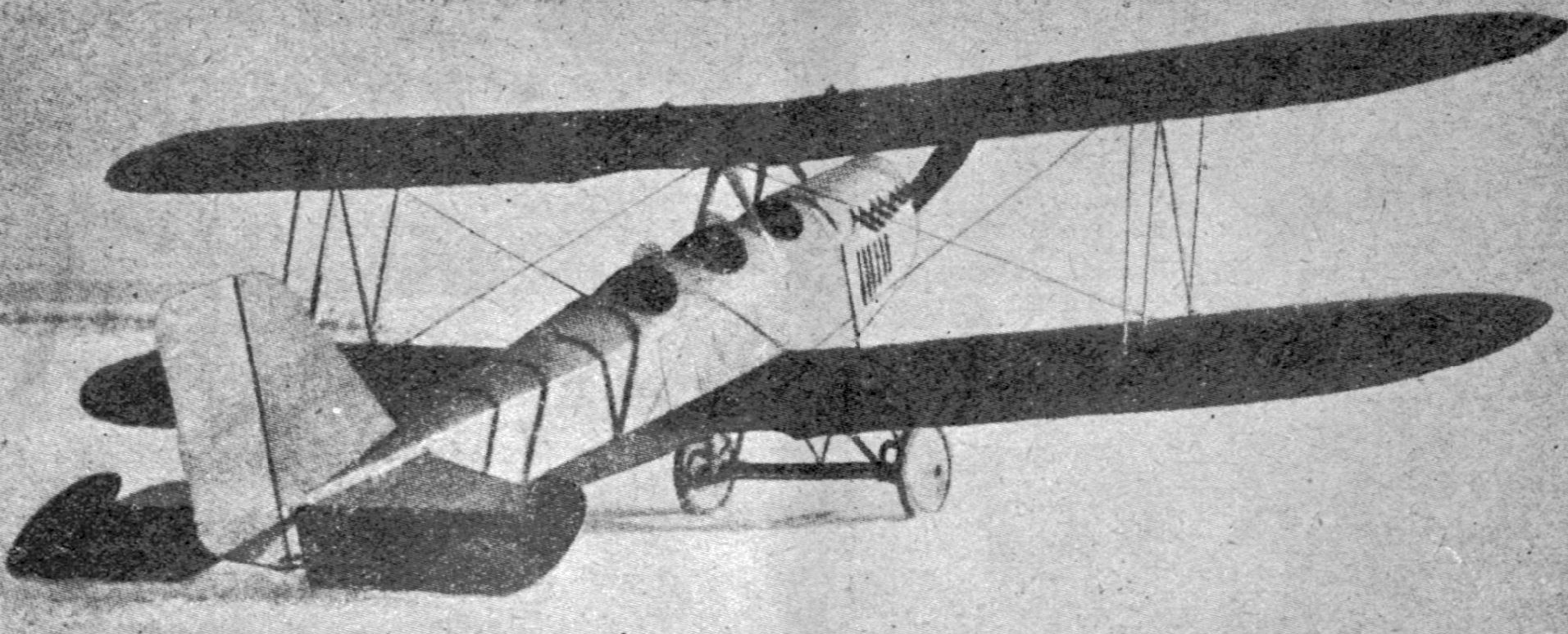
HD 35, Bild von 1926

| Kenngröße                                | Daten                                                          |
| ---------------------------------------- | -------------------------------------------------------------- |
| Besatzung                                | 2–3                                                            |
| Spannweite                               | oben 11,0 m unten 9,84 m                                       |
| Länge                                    | 7,5 m                                                          |
| Höhe                                     | 3,1 m                                                          |
| Flügelfläche                             | 32,4 m²                                                        |
| Rüstmasse                                | 760 kg                                                         |
| Zuladung                                 | 300 kg                                                         |
| Startmasse                               | 1060 kg                                                        |
| Antrieb                                  | ein flüssigkeitsgekühlter Sechszylinder-Reihenmotor            |
| Typ                                      | Mercedes D II                                                  |
| Startleistung Nennleistung Dauerleistung | 129 PS (95 kW) 120 PS (88 kW) am Boden 105 PS (77 kW) am Boden |
| Kraftstoffvolumen                        | 160 l                                                          |
| Höchstgeschwindigkeit                    | 138 km/h in Bodennähe                                          |
| Reisegeschwindigkeit                     | 120 km/h                                                       |
| Landegeschwindigkeit                     | 71 km/h                                                        |
| Steigzeit                                | 9,2 min auf 1000 m Höhe 22,6 min auf 2000 m Höhe               |
| Reichweite                               | 250 km                                                         |
| Dienstgipfelhöhe                         | 3300 m                                                         |